# Lacuna Coil
Az 1994-ben alapított együttes a gothic metal egyik neves képviselője. A zenekar milánói gyökerekkel rendelkezik és két névváltás után (Sleep of Right és Ethereal) döntöttek a végleges név, a Lacuna Coil mellett. Középtempóban születő dalaik és a gitár központi szerepe mellett a kontrasztot alkotó női és férfi vokál harmóniájával érik el egyedi, melodikus hangzásvilágukat. A 2006-os Karmacode albumnál már észrevehetőek stílusbeli változások, a keményebb hangzáshoz lejjebb hangolt gitár párosul, határozottabb basszussal és ezeket az elemeket próbálják számaikban elegyíteni. A legutolsó megjelent Shallow Life című albumukkal pedig az alternatív metal stílusa felé közeledtek, a gothic metalt háttérbe szorítva. A Billboard 200-as listáján a Karmacode 28-ik, míg a Shallow Life a 16-ik helyen debütált.
 

## Története

### Kezdetek és az első EP(1994–1998)
1994-ben Milánóban Andrea Ferro (vokál) és Marco Coti Zelati (basszusgitár és dalszerző) megalapították a Sleep of Right együttest, ekkor csatlakozott hozzájuk Raffaele Zagaria (gitár), valamint Michaelangelo (dobok) és két demót is felvettek (Bleeding Souls és Noise of Bolgia), majd Claudio Leo másodgitárosként, Leonardo Forti pedig a távozó Michaelangelo helyettesítve csatlakozott az együtteshez. Egy barátjukat, Cristina Scabbiát kérték fel háttérénekesnek, aki ezután hivatalos taggá vált. 1997-ben nevüket megváltoztatták (Ethereal) és a Century Media kiadóhoz szerződtek. Miután megtudták, hogy a nevet már egy görög zenekar is viseli, a Lacuna Coil mellett döntöttek és 1998-ban már ezzel a címmel jelent meg első EP-jük.
Távozások időszaka következett, Raffael Zagaria, Claudio Leo és Leonardo Forti is elhagyta az együttest, Cristiano Migliore (gitár) és Cristiano Mozzati (dobok) igyekezett a keletkező űrt betölteni. Már az új felállással indultak koncertkörútra a portugál Moonspell gothic metal együttessel.

### In a Reverie(1998–2000)
Második európai turnéjukat követően, 1999-ben jelentették meg az első stúdióalbumukat In a Reverie címmel és Marco Biazzi másodgitáros csatlakozása is ebben az időben történt. Az Allmusic oldalán 4 csillagos értékelést értek el, ahol figyelemreméltónak találták az együttest és annak további tevékenységét. Még több fellépést vállaltak. (Olyan zenekarokkal, mint a Skycald, Samael, Metallica, Lacrimosa)

### Halflife EP-Unleashed Memories(2000–2002)
A HALFLife című EP 2000-ben érkezett és 5 számot tartalmazott. (A címadó Half Life, Hyperfast, Trance Awake, a Stars című Dubstar feldolgozás és egy demó verziója egy későbbi dalnak, a Senzafine-nak, ami a következő albumon kapott helyet.) Az Unleashed Memories 2001-ben jelent meg és csupán tíz számot tartalmazott, egy később kiadására viszont már a Halflife dalai is felkerültek.

### Comalies(2002–2006)
Az áttörést leginkább a 2002-es Comalies című albumukkal érték el, ami számos helyről pozitív kritikákat kapott. Jelentőségét főleg az adta, hogy ezzel az albummal értek el először sikereket Európán kívül. A Heaven’s a Lie-t az Észak-Amerikában is előszeretettel adták le a tv- és rádióadók, amit a Swamped követett. (Ami bekerült a Resident Evil 2 (Kaptár 2) filmbe és a Vampire: The Masquearde – Bloodlines című játékba is)
 Az együttes amerikai turnéjának keretében az Ozzfesten is tiszteletét tette.
A Century Media addigi történetének legjobban fogyó albumává vált a Comalies. Egy bónusz változat is érkezett belőle, ami a Heaven's A Lie, a Swamped, az Unspoken, az Aeon és a Senzafine élő felvételeivel és akusztikus átdolgozásaival bővítette a repertoárt.

### Karmacode(2006–2008)
Az együttes és a kiadó is az új album halasztása mellett döntött, ami lehetővé tette, hogy több munkát fektessenek bele és elkerüljék az amúgy is zsúfolt nyári szezont. 2005 decemberében jelentették be, hogy elkészültek az albummal, így a Karmacode 2006 áprilisában megjelenhetett. A lemezen két olyan szám is helyet kapott, ami már az előző évi európai turnék során is előadtak. (Az Our Truth és a Fragile, korábban Antonio és A2 néven) Megérte a várakozást, a Karmacode ugyanis még az előző albumnál is nagyobb sikereket könyvelhetett el.
A megjelenést követően csatlakoztak Rob Zombie koncertkörútjához Észak-Amerikában, ezt követően pedig az Ozzfest nagyszínpadán léptek fel, olyan előadókkal egyetemben, mint a System of a Down, Hatebreed vagy Ozzy Osbourne, majd pedig az angliai Download fesztivál követett, amire olyan együttesek voltak hivatalosak, mint a Guns N’ Roses, a Tool és a Metallica. Még ebben az évben felléptek az In Flames együttessel a egy újabb turné alkalmával az Egyesült Államokban.
Összesen négy kislemez érkezett az albumról: Our Truth, Closer, Within Me és az Enjoy the Silence című Depeche Mode feldolgozás. Az elsőként megjelenő Out Truth-ből videóklip is érkezett, valamint az Underworld: Evolution film zenei felhozatalába is bekerült. Az együttes, hogy tovább népszerűsítse legújabb albumát, még több fellépést vállalt 2007-ben, sok fesztivál meghívást kaptak az USA-ba, Japánba, Németországba és Ausztráliába. Az első DVD megjelenése már 2008-ban történt, Visual Karma (Body, Mind and Soul) címmel. A középpontban természetesen a Karmacode állt, a felvételek a németországi Wacken és a japán Loudpark fesztiválokon készültek 2007-es turné alkalmával.

### Shallow Life(2008–2010)
Az ötödik, Shallow Life című albumuk bejelentésére is 2008-ban került sor, aminek produceri feladatait Don Gilmore vállalta és az új dalokon arab hatás is megfigyelhető lesz. Interjúikban azonban kifejtették, hogy alapvető stílusbeli változásokat nem szeretnének, a dalok azonban erőteljesebbek, intenzívebbek, befejezettebbek lesznek, a vokálra, refrénekre nagyobb hangsúly helyeződik, az új producer segítségével pedig az angol kiejtésükön is javítanak. Végül 2009 áprilisában jelent meg Európában és Észak-Amerikában, ahol különösen jól debütált.
2009 elején ausztráliai turnéra indultak, hogy részt vegyenek a Soundwave fesztiválon, ami 5 nagyvárost érintett és az In Flames, Lamb of God, Nine Inch Nails és a DevilDriver is az előadók között volt. Itt játszották először a legújabb albumról megjelent Spellbound című kislemezt. Ismét meghívást kaptak a Download fesztiválra, ahol az Opeth és a Mötley Crüe előtt játszhattak. Az USA-ban és az Egyesült Királyságban is sok fellépést vállaltak a Shallow Life turné keretében.

### Dark Adrenaline (2011-2014)
2011-ben Facebookon közölték a rajongókkal, hogy már íródnak a legújabb számok, az új album hangzásvilága pedig keményebb és sötétebb lesz, mint a Shallow Life. A Dark Adrenaline címre keresztelt lemez 2012 január 23-án jelent meg.

### Broken Crown Halo (2014-2016)
2014 márciusában jött ki a hetedik stúdióalbum, Broken Crown Halo címmel. A kritikusok többsége lehúzta a lemezt, szerintük ugyanis túl "amerikanizálódott" zenéket tartalmaz. Ennek ellenére a rajongók körében meglepően sikeres lett a korong, a Billboard 200-as listáján pedig a 27. helyig küzdötte fel magát. Sikeres turnét tudhatott maga mögött a zenekar, főként az USA-ban adtak koncerteket, de jártak Angliában, Németországban és Oroszországban is. A korongról klipes formában megjelent a Nothing Stands in Our Way, amelyet már a lemez megjelenése előtt hallhattak a rajongók, ezt követte az I Forgive (But I Won’t Forget Your Name) és a Die&Rise.

### Delirium (2016-napjainkig)
Miután befejeződött a Broken Crown Halo album népszerűsítése, az együttes elkezdte felvenni az új dalokat. A nyolcadik stúdiókorong a Delirium elnevezést kapta, és 2016 május 27-én jelent meg. A dalszövegeket egy észak-olaszországi elhagyott idegszanatórium ihlette, de a zenekar ötleteket merített a témákhoz a horrorfilmek világából is. A lemez boltokba kerülése előtt láthatták a rajongók a The House of Shame című számhoz készült videót. Cristina Scabbia, a lírai alt énekesnő ezen a kiadványon énekel eddigi legmagasabb hangján. A Deliriumról megjelent még a címadó dal, valamint a Blood, Tears, Dust című dal is videóklipes formában.

## Tagok

### Jelenlegi tagok
- Cristina Scabbia – vokál, dalszövegíró
- Andrea Ferro – vokál
- Marco "Maus" Biazzi – gitár
- Marco Coti Zelati – basszusgitár, billentyűk, dalszerző

### Korábbi tagok
- Raffaele Zagaria – gitár (Cayne)
- Claudio Leo – gitár (Cayne)
- Leonardo Forti – dobok és más ütős hangszerek
- Cristiano "Criz" Mozzati – dobok és más ütős hangszerek
- Cristiano "Pizza" Migliore – gitár

### Turnék alkalmával közreműködő előadók
- Steve Minelli – gitár (1998) (Node, Death SS)
- Alice Chiarelli – billentyűk (1998) (Alice in Darkland)

## Diszkográfia

### Stúdióalbumok
- In a Reverie (1999)
- Unleashed Memories (2001)
- Comalies (2002)
- Karmacode (2006)
- Shallow Life (2009)
- Dark Adrenaline (2011)
- Broken Crown Halo (2014)
- Delirium (2016)
- Black Anima (2019)
- Sleepless Empire (2025)

### Koncertalbumok
- Visual Karma (Body, Mind and Soul) (2008)

### EP
- Lacuna Coil (1998)
- Halflife (2000)

### Válogatásalbumok
- The EPs (2005)
- Manifesto of Lacuna Coil (2009)

### Kislemezek
Comalies
- Haven’s a Lie (2002)
- Swamped (2002)

Karmacode
- Our Truth (2006)
- Enjoy the Silence (2002)
- Closer (2002)
- Within Me (2002)

Shallow Life
- Spellbound (2002)
- I’m Not Afraid (2002)
- I like It (2002)
- I Won’t Tell You (2002)
- Wide Awake (2002)